# FINA Water Polo World League 2020 (maschile)
La World League maschile di pallanuoto 2020 (FINA Water Polo World League 2020) è stata la 19ª edizione della manifestazione che veniva organizzata annualmente dalla FINA. Il torneo si è svolto in due fasi, un turno di qualificazione e la Super Final.
La competizione è partita ufficialmente il 12 novembre 2019 con i gironi di qualificazione europei. A causa della pandemia di COVID-19, tuttavia, il torneo è stato posticipato e si è concluso soltanto il 1º luglio 2021 con la vittoria del Montenegro, al terzo successo nella competizione.

## Turno di qualificazione

### Europa Cup
Le 12 squadre europee sono state divise in quattro gironi disputati con gare di sola andata dal 12 novembre 2019 al 12 febbraio 2020. Le prime due di ogni girone si qualificano alle Final Eight di Europa Cup e le prime tre classificate di Europa Cup si qualificano alle Super Final di World League.

#### Gruppo A
|    | Squadra | Pti | G | V | VR | PR | P | GF | GS | DR  |
| -- | ------- | --- | - | - | -- | -- | - | -- | -- | --- |
| 1. | Italia  | 6   | 2 | 2 | 0  | 0  | 0 | 23 | 9  | +14 |
| 2. | Grecia  | 3   | 2 | 1 | 0  | 0  | 1 | 25 | 16 | +9  |
| 3. | Georgia | 0   | 2 | 0 | 0  | 0  | 2 | 10 | 33 | -23 |

| Data     | Sede          | Gara    | Gara | Gara    |
| -------- | ------------- | ------- | ---- | ------- |
| 12-11-19 | Atene         | Grecia  | 6-9  | Italia  |
| 17-12-19 | Civitavecchia | Italia  | 14-3 | Georgia |
| 11-02-20 | Tblisi        | Georgia | 7-19 | Grecia  |

#### Gruppo B
|    | Squadra  | Pti | G | V | VR | PR | P | GF | GS | DR |
| -- | -------- | --- | - | - | -- | -- | - | -- | -- | -- |
| 1. | Francia  | 4   | 2 | 1 | 0  | 1  | 0 | 27 | 23 | +4 |
| 2. | Ungheria | 3   | 2 | 1 | 0  | 0  | 1 | 24 | 21 | +3 |
| 3. | Russia   | 2   | 2 | 0 | 1  | 0  | 1 | 19 | 26 | -7 |

| Data     | Sede     | Gara     | Gara        | Gara     |
| -------- | -------- | -------- | ----------- | -------- |
| 12-11-19 | Budapest | Ungheria | 14-6        | Russia   |
| 17-12-19 | Ruza     | Russia   | 13-12 (dtr) | Francia  |
| 11-02-20 | Limoges  | Francia  | 15-10       | Ungheria |

#### Gruppo C
|    | Squadra     | Pti | G | V | VR | PR | P | GF | GS | DR  |
| -- | ----------- | --- | - | - | -- | -- | - | -- | -- | --- |
| 1. | Serbia      | 6   | 2 | 2 | 0  | 0  | 0 | 27 | 18 | +9  |
| 2. | Croazia     | 3   | 2 | 1 | 0  | 0  | 1 | 27 | 22 | +5  |
| 3. | Paesi Bassi | 0   | 2 | 0 | 0  | 0  | 2 | 14 | 28 | -14 |

| Data     | Sede     | Gara        | Gara  | Gara        |
| -------- | -------- | ----------- | ----- | ----------- |
| 12-11-19 | L'Aia    | Paesi Bassi | 7-12  | Serbia      |
| 17-12-19 | Belgrado | Serbia      | 15-11 | Croazia     |
| 11-02-20 | Varadzin | Croazia     | 16-7  | Paesi Bassi |

#### Gruppo D
|    | Squadra    | Pti | G | V | VR | PR | P | GF | GS | DR  |
| -- | ---------- | --- | - | - | -- | -- | - | -- | -- | --- |
| 1. | Montenegro | 6   | 2 | 2 | 0  | 0  | 0 | 34 | 9  | +25 |
| 2. | Spagna     | 3   | 2 | 1 | 0  | 0  | 1 | 26 | 19 | +7  |
| 3. | Ucraina    | 0   | 2 | 0 | 0  | 0  | 2 | 11 | 43 | -32 |

| Data     | Sede     | Gara       | Gara | Gara       |
| -------- | -------- | ---------- | ---- | ---------- |
| 12-11-19 | Nikšić   | Montenegro | 23-3 | Ucraina    |
| 25-11-19 | Terrassa | Spagna     | 20-8 | Ucraina    |
| 12-02-20 | Oviedo   | Spagna     | 6-11 | Montenegro |

### Fase finale
La fase finale si è disputata dall'8 al 10 gennaio 2021 a Debrecen, in Ungheria.

#### Fase finale
|  | Quarti di finale | Quarti di finale | Quarti di finale |        |            | Semifinali | Semifinali | Semifinali |        |                 | Finale          | Finale          | Finale |  |
|  |                  |                  |                  |        |            |            |            |            |        |                 |                 |                 |        |  |
|  | Montenegro (so)  | Montenegro (so)  | 15               |        |            |            |            |            |        |                 |                 |                 |        |  |
|  | Montenegro (so)  | Montenegro (so)  | 15               |        |            |            |            |            |        |                 |                 |                 |        |  |
|  | Croazia          | Croazia          | 14               |        |            |            |            |            |        |                 |                 |                 |        |  |
|  | Croazia          | Croazia          | 14               |        | Montenegro | Montenegro | 14         |            |        |                 |                 |                 |        |  |
|  |                  |                  |                  |        | Montenegro | Montenegro | 14         |            |        |                 |                 |                 |        |  |
|  |                  |                  | Italia           | Italia | 10         |            |            |            |        |                 |                 |                 |        |  |
|  | Italia           | Italia           | Italia           | Italia | 10         | 9          |            |            |        |                 |                 |                 |        |  |
|  | Italia           | Italia           |                  |        |            |            |            |            |        |                 |                 |                 |        |  |
|  | Ungheria         | Ungheria         | 8                |        |            |            |            |            |        |                 |                 |                 |        |  |
|  | Ungheria         | Ungheria         | 8                |        | Montenegro | Montenegro | 7          |            |        |                 |                 |                 |        |  |
|  |                  |                  |                  |        |            |            |            |            |        |                 |                 |                 |        |  |
|  |                  |                  | Grecia           | Grecia | 12         |            |            |            |        |                 |                 |                 |        |  |
|  | Serbia           | Serbia           | Grecia           | Grecia | 12         | 11         |            |            |        |                 |                 |                 |        |  |
|  | Serbia           | Serbia           |                  |        |            | 11         |            |            |        |                 |                 |                 |        |  |
|  | Spagna           | Spagna           | 13               |        |            |            |            |            |        |                 |                 |                 |        |  |
|  | Spagna           | Spagna           | 13               |        | Spagna     | Spagna     | 11         |            |        | Finale 3º posto | Finale 3º posto | Finale 3º posto |        |  |
|  |                  |                  |                  |        | Spagna     | Spagna     | 11         |            |        |                 |                 |                 |        |  |
|  |                  |                  | Grecia           | Grecia | 12         |            |            |            |        |                 |                 |                 |        |  |
|  | Francia          | Francia          | Grecia           | Grecia | 12         | 3          |            |            | Italia | Italia          | 9               |                 |        |  |
|  | Francia          | Francia          |                  |        |            |            |            |            | Italia | Italia          | 9               |                 |        |  |
|  | Grecia           | Grecia           | 12               |        |            | Spagna     | Spagna     | 8          |        |                 |                 |                 |        |  |

|  | Semifinali 5º-8º posto | Semifinali 5º-8º posto | Semifinali 5º-8º posto |        |          | Finale 5º posto | Finale 5º posto | Finale 5º posto |  |
|  |                        |                        |                        |        |          |                 |                 |                 |  |
|  | Croazia                | Croazia                | 11                     |        |          |                 |                 |                 |  |
|  | Croazia                | Croazia                | 11                     |        |          |                 |                 |                 |  |
|  | Ungheria               | Ungheria               | 13                     |        |          |                 |                 |                 |  |
|  | Ungheria               | Ungheria               | 13                     |        | Ungheria | Ungheria        | 7               |                 |  |
|  |                        |                        |                        |        | Ungheria | Ungheria        | 7               |                 |  |
|  |                        |                        | Serbia                 | Serbia | 9        |                 |                 |                 |  |
|  | Serbia                 | Serbia                 | Serbia                 | Serbia | 9        | 10              |                 |                 |  |
|  | Serbia                 | Serbia                 |                        |        |          | 10              |                 |                 |  |
|  | Francia                | Francia                | 6                      |        |          | Finale 7º posto | Finale 7º posto | Finale 7º posto |  |
|  | Francia                | Francia                | 6                      |        |          |                 |                 |                 |  |
|  |                        |                        |                        |        |          |                 |                 |                 |  |
|  |                        |                        |                        |        |          | Croazia         | Croazia         | 17              |  |
|  |                        |                        |                        |        |          | Croazia         | Croazia         | 17              |  |
|  |                        |                        |                        |        |          | Francia         | Francia         | 5               |  |

### Torneo intercontinentale
Il torneo di qualificazione intercontinentale si è svolta dal 26 aprile al 2 maggio 2021 ad Indianapolis, negli Stati Uniti d'America.

## Super final
La super final si è svolta dal 26 giugno al 2 luglio 2021 a Tbilisi, in Georgia.
Squadre qualificate
- Georgia - Paese ospitante
- Grecia
- Italia
- Montenegro
- Francia
- Giappone
- Kazakistan
- Stati Uniti

### Fase a gironi

#### Gruppo A
|    | Squadra    | Pti | G | V | VR | PR | P | GF | GS | DR  |
| -- | ---------- | --- | - | - | -- | -- | - | -- | -- | --- |
| 1. | Italia     | 9   | 3 | 3 | 0  | 0  | 0 | 42 | 26 | +16 |
| 2. | Grecia     | 6   | 3 | 2 | 0  | 0  | 1 | 32 | 28 | +4  |
| 3. | Francia    | 3   | 3 | 1 | 0  | 0  | 2 | 27 | 35 | -8  |
| 4. | Kazakistan | 0   | 3 | 0 | 0  | 0  | 3 | 31 | 43 | -12 |

| Data     | Gara       | Gara  | Gara       |
| -------- | ---------- | ----- | ---------- |
| 26-06-21 | Grecia     | 10-8  | Francia    |
| 26-06-21 | Kazakistan | 11-17 | Italia     |
| 27-06-21 | Francia    | 12-11 | Kazakistan |
| 27-06-21 | Italia     | 11-8  | Grecia     |
| 28-06-21 | Grecia     | 14-9  | Kazakistan |
| 28-06-21 | Francia    | 7-14  | Italia     |

#### Gruppo B
|    | Squadra     | Pti | G | V | VR | PR | P | GF | GS | DR  |
| -- | ----------- | --- | - | - | -- | -- | - | -- | -- | --- |
| 1. | Montenegro  | 9   | 3 | 3 | 0  | 0  | 0 | 45 | 22 | +23 |
| 2. | Stati Uniti | 6   | 3 | 2 | 0  | 0  | 1 | 34 | 26 | +8  |
| 3. | Georgia     | 3   | 3 | 1 | 0  | 0  | 2 | 30 | 44 | -14 |
| 4. | Giappone    | 0   | 3 | 0 | 0  | 0  | 3 | 27 | 44 | -17 |

| Data     | Gara        | Gara  | Gara       |
| -------- | ----------- | ----- | ---------- |
| 26-06-21 | Georgia     | 13-12 | Giappone   |
| 26-06-21 | Stati Uniti | 6-10  | Montenegro |
| 27-06-21 | Georgia     | 8-19  | Montenegro |
| 27-06-21 | Stati Uniti | 15-7  | Giappone   |
| 28-06-21 | Stati Uniti | 13-9  | Georgia    |
| 28-06-21 | Giappone    | 8-16  | Montenegro |

### Fase a eliminazione diretta
|  | Quarti di finale | Quarti di finale |             |        | Semifinali                | Semifinali                |  |  | Finale   | Finale |
|  |                  |                  |             |        |                           |                           |  |  |          |        |
|  | 29-06-21         |                  |             |        |                           |                           |  |  |          |        |
|  |                  |                  |             |        |                           |                           |  |  |          |        |
|  | Grecia           | 20               |             |        |                           |                           |  |  |          |        |
|  | Grecia           | 20               | 30-06-21    |        |                           |                           |  |  |          |        |
|  | Georgia          | 8                |             |        |                           |                           |  |  |          |        |
|  | Georgia          | 8                | Grecia      | 4      |                           |                           |  |  |          |        |
|  | 29-06-21         |                  | Grecia      | 4      |                           |                           |  |  |          |        |
|  |                  | Montenegro       | 8           |        |                           |                           |  |  |          |        |
|  | Kazakistan       | Montenegro       | 8           | 6      |                           |                           |  |  |          |        |
|  | Kazakistan       |                  | 01-07-21    | 6      |                           |                           |  |  |          |        |
|  | Montenegro       | 18               |             |        |                           |                           |  |  |          |        |
|  | Montenegro       | 18               | Montenegro  | 9      |                           |                           |  |  |          |        |
|  | 29-06-21         |                  | Montenegro  | 9      |                           |                           |  |  |          |        |
|  |                  | Stati Uniti      | 8           |        |                           |                           |  |  |          |        |
|  | Francia          | Stati Uniti      | 8           | 11     |                           |                           |  |  |          |        |
|  | Francia          | 30-06-21         |             | 11     |                           |                           |  |  |          |        |
|  | Stati Uniti      | 12               |             |        |                           |                           |  |  |          |        |
|  | Stati Uniti      | 12               | Stati Uniti | 10     | Finale per il terzo posto | Finale per il terzo posto |  |  |          |        |
|  | 29-06-21         |                  | Stati Uniti | 10     | Finale per il terzo posto | Finale per il terzo posto |  |  |          |        |
|  |                  | Italia           | 8           |        |                           |                           |  |  |          |        |
|  | Italia           | Italia           | 8           | 15     | Grecia                    | 10                        |  |  |          |        |
|  | Italia           |                  |             | 15     | Grecia                    | 10                        |  |  |          |        |
|  | Giappone         | 12               |             | Italia | 8                         |                           |  |  |          |        |
|  | Giappone         | 12               |             |        | 8                         |                           |  |  |          |        |
|  |                  |                  |             |        |                           |                           |  |  | 01-07-21 |        |
|  |                  |                  |             |        |                           |                           |  |  |          |        |

|  | Semifinali 5º/8º posto | Semifinali 5º/8º posto | Semifinali 5º/8º posto |          |            | Finale 5º posto | Finale 5º posto | Finale 5º posto |  |
|  |                        |                        |                        |          |            |                 |                 |                 |  |
|  | Georgia                | Georgia                | 15                     |          |            |                 |                 |                 |  |
|  | Georgia                | Georgia                | 15                     |          |            |                 |                 |                 |  |
|  | Kazakistan             | Kazakistan             | 16                     |          |            |                 |                 |                 |  |
|  | Kazakistan             | Kazakistan             | 16                     |          | Kazakistan | Kazakistan      | 10              |                 |  |
|  |                        |                        |                        |          | Kazakistan | Kazakistan      | 10              |                 |  |
|  |                        |                        | Giappone               | Giappone | 17         |                 |                 |                 |  |
|  | Giappone               | Giappone               | Giappone               | Giappone | 17         | 16              |                 |                 |  |
|  | Giappone               | Giappone               |                        |          |            | 16              |                 |                 |  |
|  | Francia                | Francia                | 10                     |          |            | Finale 7º posto | Finale 7º posto | Finale 7º posto |  |
|  | Francia                | Francia                | 10                     |          |            |                 |                 |                 |  |
|  |                        |                        |                        |          |            |                 |                 |                 |  |
|  |                        |                        |                        |          |            | Georgia         | Georgia         | 5               |  |
|  |                        |                        |                        |          |            | Georgia         | Georgia         | 5               |  |
|  |                        |                        |                        |          |            | Francia         | Francia         | 10              |  |

## Classifica finale
| Pos. | Squadra     |
| ---- | ----------- |
|      | Montenegro  |
|      | Stati Uniti |
|      | Grecia      |
| 4    | Italia      |
| 5    | Giappone    |
| 6    | Kazakistan  |
| 7    | Francia     |
| 8    | Georgia     |